# On the Road 1972
On the Road 1972 è un album dal vivo del gruppo musicale britannico Camel, pubblicato nel 1992.

## Tracce
1. Lady Fantasy - 13:45
2. Six Ate - 6:11
3. White Rider - 9:56
4. God of Light Revisited - 14:24

## Formazione
- Peter Bardens – tastiera, voce
- Doug Ferguson – basso, voce
- Andrew Latimer – chitarra, voce
- Andy Ward – batteria